# Experiment de Griffith

Representació esquemàtica de l'experiment de Griffith, pel qual es va descobrir el principi de la transformació bacteriana en pneumococs.

L'experiment de Griffith, que fou conduït el 1928 per Frederick Griffith, fou un dels primers experiments que suggeriren que els bacteris eren capaços de transferir informació genètica a través del procés de transformació bacteriana.
Els descobriments de Griffith van ser seguits per investigacions a finals dels anys 30 i principis dels 40 que van aïllar l'ADN com a material que comunicava aquesta informació genètica.
Griffith usà dues soques de pneumococ amb les quals infectà ratolins, una soca tipus III-S (smooth, llís) i l'altra un tipus II-R (rough rugós). La soca III-S es recobreix ella mateixa amb una càpsula bacteriana de polisacàrids que la protegeix del sistema immunitari de l'hoste, resultant en la mort de l'hoste, mentre que la soca II-R no disposa d'aquesta càpsula protectora i és rebutjada pel sistema immunitari de l'hoste, i, per tant, és menys virulenta.
En l'experiment de Griffith els bacteris de la soca virulenta III-S foren morts per calor i les restes foren afegides en un cultiu de la soca II-R. En afegir les restes de bacteris III-S morts a bacteris II-R vius, aquests darrers aconseguien la capacitat de matar el ratolí en ésser-li inoculats. De la sang dels ratolins morts per aquesta barreja, Griffith fou capaç d'aïllar ambdues soques de pneumococs III-S i II-R. Griffith conclogué que algun "principi de transformació" s'havia després de les restes de bacteris de la soca virulenta III-S morta i havia convertit els bacteris II-R en bacteris virulents III-S.
Avui en dia, es coneix que el "principi transformant" de Griffith és l'ADN de la soca bacteriana III-S. Mentre que els bacteris havien estat morts, l'ADN sobrevisqué al procés d'escalfament i fou transferit a la soca II-R. L'ADN de la soca III-S contenia els gens implicats en la formació de la càpsula de polisacàrids. Equipat amb aquest joc de gens la soca inicial II-R estava protegida del sistema immunitari de l'hoste i podia matar a l'hoste. La natura exacta del principi transformant fou verificada pels experiments d'Avery, McLeod i McCarty i per Hershey i Chase.